# Радде, Густав Иванович
Густа́в Ива́нович Ра́дде (нем. Gustav Ferdinand Richard Radde, 15 [27] ноября 1831, Данциг — 3 [16] марта 1903, Тифлис) — российский географ и натуралист, член-корреспондент Петербургской Академии наук.
Обладатель Золотой Константиновской медали — высшей награды Императорского Русского географического общества, золотой медали королевы Виктории (англ. The Victoria Medal) Королевского географического общества за выдающиеся заслуги в географических исследованиях, лауреат Демидовской премии — самой почётной неправительственной награды России.
Участвовал в экспедициях по Восточной Сибири, Кавказу и другим районам России, а также в Закаспийском крае и по Персии и Турции; собрал обширные зоологические, ботанические и этнографические коллекции.
Немец по рождению и воспитанию, он полюбил Россию и русскую природу всеми силами своей могучей души и отдал им на служение всего себя, всю свою неисчерпаемую энергию и колоссальный природный ум
— такие прощальные слова написал о нём П. И. Мищенко.

## Путь в жизни и науке
Родился в небогатой семье школьного учителя, окончил реальную гимназию Св. Петра и Павла в Данциге. По недостатку средств не получил правильного естественно-исторического образования и вынужден был поступить в аптекарские ученики:97. С детства любивший природу и читавший о дальних странствиях, Густав Радде мечтал сам отправиться в научные экспедиции. Больше всего его привлекали Испания и Россия (Крым). Прекрасно сознавая, что для подобных предприятий необходимы прочные знания, Радде самостоятельно (преимущественно по ночам) усердно изучал ботанику и зоологию, определял собранные во время экскурсий растения, набивал тушки птиц. Столь увлечённого наукой и весьма восприимчивого к знаниям молодого человека заметил профессор А. Менге. Он руководил занятиями Радде по фармации, помогал советами и книгами:204.
В 1852 году Радде обратился к русскому консулу в Данциге А. Ф. Аделунгу с просьбой содействовать путешествию в Россию, в Крым. Аделунг снабдил молодого человека паспортом и дал ему рекомендательное письмо к своему зятю, академику П. И. Кёппену, жившему в то время на южном берегу Крыма:204. Данцигское общество естествоиспытателей командировало его для коллектирования в Крым. Здесь Радде провёл в путешествиях два года, познакомился с Х. Х. Стевеном и навсегда остался в России:97—98.

### Восточная Сибирь

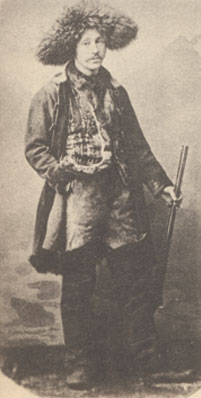
Г. И. Радде во время экспедиции в Восточную Сибирь. 1857 год.

Узнав, что Русское географическое общество планирует организовать экспедицию в Сибирь и получив рекомендации на участие в этой экспедиции от Стевена, Кёппена, академика Ф. Ф. Брандта и лейб-медика Е. И. Рауха, Радде в феврале 1855 года выехал в Санкт-Петербург, взяв для Петербургской академии наук собранные в Крыму коллекции:204.
Прибыв в Петербург, Радде по рекомендации Стевена определён был рисовальщиком и коллектором в состав математического отдела (под начальством астронома Л. Э. Шварца) экспедиции для исследования Восточной Сибири. Его путешествия продолжались пять лет:98—99.
В 1855 году Радде исследовал окрестности Иркутска, на рыбачьей лодке объехал Байкал, посетил остров Ольхон, устье Верхней Ангары, Баргузинский залив, Толстой мыс, сухим путём добрался до Гусиного озера (в Селенгинском уезде).
1856 год посвящён был степям Даурии и горной группе Чокондо, лежащим в Забайкальской области, вытянувшимся узкою полосою вдоль китайской границы. Маршрут был таков: Верхнеудинск — Чита — Нерчинский завод — Аргунь — вершина Сохондо. Только в январе 1857 года Радде возвратился в Иркутск.
1857 и 1858 годы посвящены были среднему течению Амура: Чита — Шилка — Усть-Стрелка (слияние Шилки и Аргуни) — устье Онона — Благовещенск — устье Буреи — нынешняя станица Радде (где он обосновался и провёл зиму) — Уссури — устье Уссури, затем обратно до станицы Радде.
24 мая 1858 года лагерь Радде посетил генерал-губернатор Восточной Сибири Н. Н. Муравьёв-Амурский. По его просьбе Густав Иванович поблизости от своего шалаша основал казачью станицу, рассчитанную на 24 казачьих семьи. Станица эта по имени своего основателя получила название Раддовка (48°35′56″ с. ш. 130°37′01″ в. д.).
Сам Радде так писал об этом событии:
Основанная мною станица, которую граф назвал моим именем, и которую казаки переименовали в Раддовку или в Раддину, стала скоро образцовой. Она одна из самых больших и цветущих по всему Амуру:51.
В 1880-х годах Раддовка имела уже более 100 домов и телеграфное сообщение. Работы по устройству станицы в значительной, однако, мере помешали сколько-нибудь отдалённым ботаническим экскурсиям.
В 1859 году обследованы были восточная часть Саянского хребта, Тункинск, Нилова пустынь, графитовый прииск Алибера, Мунку-Сардык (3491 м над уровнем моря; три восхождения, из них два первых неудачны; Радде был первовосходителем). 10 января 1860 года Радде возвратился в Петербург.
Во время экспедиции по Сибири Радде принял русское подданство:205.

### Санкт-Петербург
В Санкт-Петербурге Радде был назначен консерватором Зоологического музея Императорской академии наук и приступил к камеральной обработке собранных в Сибири материалов.
Радде дважды был командирован на юг России: в 1860 году он сопровождал академика Ф. Ф. Брандта в качестве помощника для поднятия мастодонта, найденного на реке Ингул около Николаева, а в 1862 году — академика К. М. Бэра на Маныч и Азовское море с целью выяснения причин его обмеления:205.
За первый том описания путешествий по Сибири и Амурскому краю Дерптский университет избрал Радде своим почётным магистром, а Бреславский университет присвоил ему звание доктора философии. Императорская академия наук наградила Радде своей самой престижной наградой — Демидовской премией.

### Кавказ. Тифлис

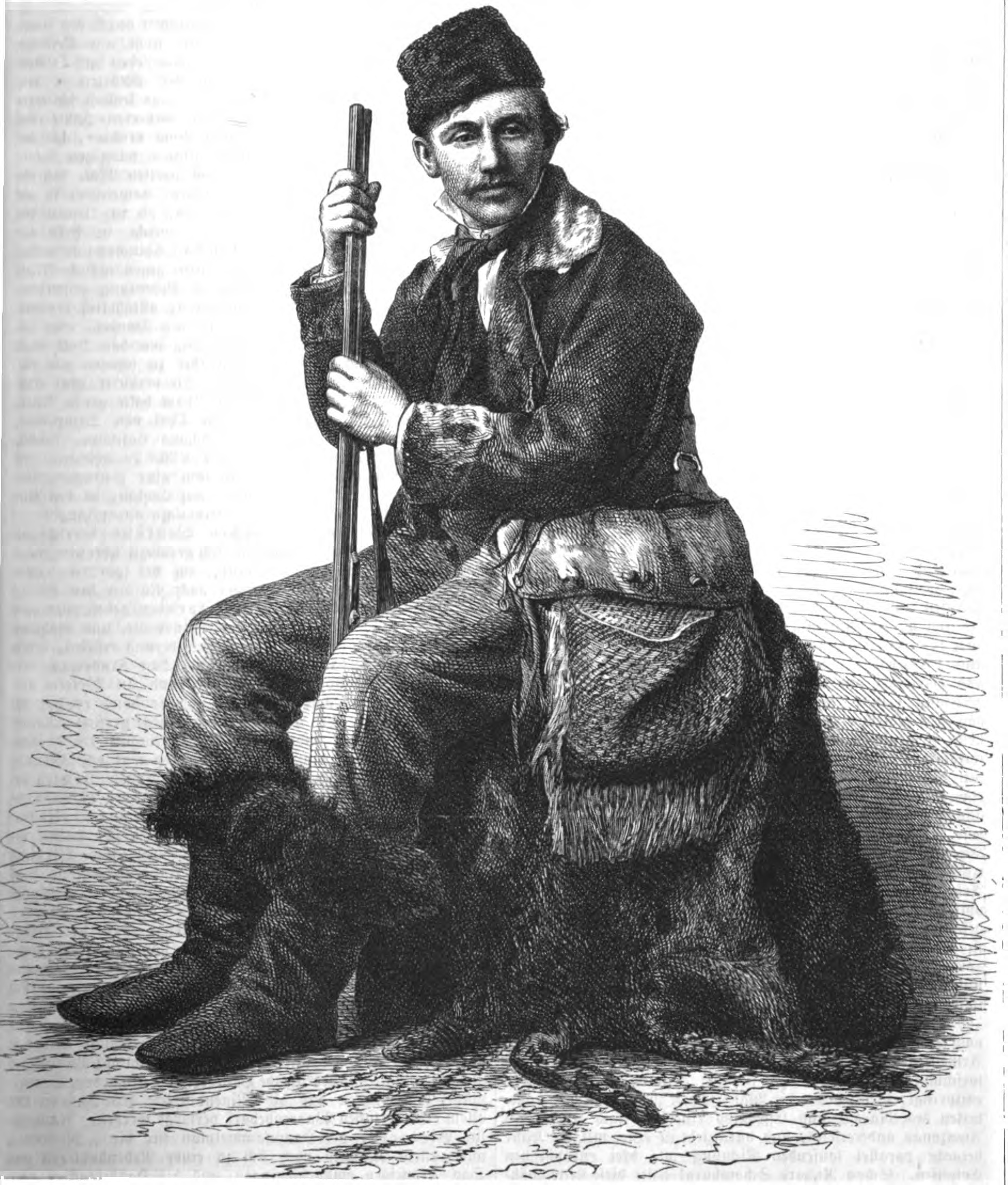
Густав Радде во время исследований Кавказа, 1864

В 1863 году Радде по рекомендации директора Санкт-Петербургской обсерватории академика А. Я. Купфера получил назначение на должность помощника директора Тифлисской физической обсерватории.
Перед выездом на Кавказ 9 (21) июня Радде обвенчался с дочерью академика Ф. Ф. Брандта Марьей Фёдоровной:206.
Работа в Тифлисской физической обсерватории не пришлась, однако, Радде по душе. Не прошло и пяти месяцев, как он рассорился с директором обсерватории и оставил службу. Помог Густаву Ивановичу А. П. Берже (с которым Радде познакомился в Немецком клубе Тифлиса и был дружен): посоветовал ему составить план биолого-географических исследований на Кавказе и передать этот план начальнику Главного управления Наместника Кавказского барону А. П. Николаи для последующего представления Наместнику Кавказскому великому князю Михаилу Николаевичу. Радде последовал этому совету.
Через месяц после представления плана исследований на Радде официально были возложены обязанности совершать по Кавказу научные путешествия, а годовое жалованье устанавливалось в размере 2 000 рублей.:206
В 1864 году начались тридцатипятилетние экспедиции Радде по Кавказскому краю:
…В течение <…> довольно продолжительного периода им совершено огромное количество научных экспедиций по Кавказу, перечисление которых заняло бы много места. Можно кратко сказать, что он исходил весь Кавказ…
…трудно было бы сказать, где он на Кавказе не был; путешествия его образуют густую сеть на Кавказе.
Радде обследовал с научными целями почти весь в ту пору российский Кавказ: долины Риони, Цхенисцкали, Ингури (1864); Колхиду, Абхазию, долину Кодори, Нахарский перевал и склоны Эльбруса до высоты 14 300 футов (1865); Талыш (1866, 1870, 1879—1880 годы); высокогорья Армении, верховья Куры, Ардахан и Карс (1867); окрестности Казбека (для добычи туров и горных индеек, 1868); Арарат (для добычи диких баранов и безоаровых козлов, 1869); Эривань, Нахичевань, Аракс в Ордубаде и Западном Карабахе, Новый Баязет и озеро Севан (вместе с энтомологом Г. И. Сиверсом, 1870); Аджарию, второй раз высокогорья Армении, истоки Аракса и Евфрата, Эрзурум (1874); ещё раз высокогорья Армении (1875); Хевсуретию, Тушетию, Пшавию (1876); высокогорья Дагестана, Нуху (Шеки), Главный Кавказский хребет, гору Шахдаг, истоки рек Самур и Койсу, Дюльтыдаг, Богосский хребет (1885); Закаспийский край и северную часть Хорасана (вместе с геологом А. М. Коншиным и зоологом А. Вальтером, 1886); повторно Колхиду, Сванетию (1888); повторно Карабах (1890); Черноморское побережье Кавказа (вместе с консерватором Е. Г. Кёнигом собирал растения, 1893); Чечню, Дагестан, равнинные степи до реки Кумы (сбор растений, 1894).:207
Во время экспедиций Радде собрал богатый коллекционный материал. К сожалению, большая часть отчётов, статей и монографий учёного была напечатана на немецком языке, а потому эти труды остались не востребованными широкой научной общественностью России.:207
В 1875 году по пути из Тифлиса в Александрополь Радде посетил селения духоборов — Орловку, Гореловку и Еленовку.
В 1894 году Радде из Тифлиса совершил длительную экспедицию по Северному Кавказу и Дагестану по маршруту Владикавказ — Беслан — Георгиевск — Моздок — Владикавказ — Назрань — Грозный — Гудермес — Хасавюрт — Кизляр — Петровск — Темир-Хан-Шура — Гуниб — Грозный — Горная Чечня. В монографии Радде и Кёнига, написанной по результатам этой экспедиции, кроме большого биолого-географического материала, содержатся сведения по истории и этнографии чеченцев. Кроме того, в своём отчёте учёные привели сведения о высоте фирновой и снеговой границы, распространении морены и растений в ущелье реки Харгабе. Для многих населённых пунктов, расположенных по пути следования экспедиции, они определили абсолютную высоту.

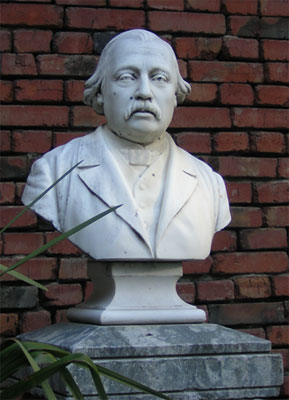
Бюст Г. И. Радде в Государственном музее Грузии, Тбилиси. Скульптор Ф. И. Ходорович.

При участии Радде был воссоздан и в 1867 году открыт Кавказский естественно-исторический музей, который он и возглавил. Музей под таким названием, созданный по идее В. А. Соллогуба, уже существовал в Тифлисе в 1852—1861 годах. Но дирекция музея распалась, коллекции остались без присмотра, частично затерялись или попортились. Радде взялся за воссоздание музея. Проект учреждения Кавказского музея и его штат великий князь Михаил Николаевич утвердил 2 (14) июня 1865 года, а торжественное открытие музея состоялось 2 (14) января 1867 года.:209
Радде стал директором Кавказского музея, а в 1868 году ещё и директором Тифлисской публичной библиотеки (основанной ещё в 1846 году).
В 1868 году началось строительство особого здания для Кавказского музея. Оно было построено в 1869 году. Открытие нового здания музея для публичного посещения состоялось 1 (13) сентября 1871 года.
Радде плодотворно сотрудничал с петербургским Императорским ботаническим садом. Из экспедиции в Восточную Сибирь Густав Иванович привёз ботаническому саду до 1500:100 видов растений, около 8000 сухих экземпляров и множество семян (гербарий этот был обработан Э. Л. Регелем и Ф. Е. фон Гердером). Поселившись в Тифлисе, Радде ежегодно присылал ботаническому саду коллекции живых и сухих растений и семян, собранные им во время поездок по Кавказу.
Радде впервые описал для науки несколько видов птиц и млекопитающих. Некоторым из этих животных Радде дал видовые эпитеты от имён людей, которые сыграли определяющую роль в его судьбе и которым он всю жизнь был благодарен (в их числе — академики Ф. Ф. Брандт и К. М. Бэр, начальник отдела Восточно-Сибирской экспедиции Л. Э. Шварц).
В 1869 году Радде был командирован в Санкт-Петербург для участия в Международном съезде ботаников и садоводов; в 1872 году — в Москву для устройства кавказского отдела на политехнической выставке; в 1873 году — в Вену для устройства кавказского отдела на международной выставке и чтения лекций о Кавказе в городах Германии; в 1878 году — в Париж на Международный съезд ботаников; в 1882 году — в Санкт-Петербург и за границу; в 1884 году — в Вену на первый Международный съезд орнитологов, а после этого в Санкт-Петербург для участия в Международном съезде ботаников и садоводов; в 1889 году — в Санкт-Петербург, затем в Лондон для принятия золотой медали королевы Виктории, присуждённой ему Королевским географическим обществом, а потом в Самарканд; в 1900 году — в Париж для устройства кавказского отдела на всемирной выставке.
В 1890—1891 годах Радде сопровождал великих князей Александра Михайловича и Сергея Михайловича в плавании из Севастополя в Индийский океан до Батавии и острова Сулавеси на яхте «Тамара» и путешествии из Бомбея в Гималаи; в 1895 и 1897 годах сопровождал наследника Георгия Александровича в плавании по Средиземному морю.
В последние годы жизни Радде занимался литературной деятельностью. В 1899 году Густав Иванович начал описание коллекций Кавказского музея («Museum caucasicum»), которое должно было состоять из шести томов. Однако при жизни Радде остались не изданными два тома — четвёртый (этнография) и шестой (здание музея и сад). Не успел Радде закончить и автобиографию, которая была доведена лишь до начала кавказского периода жизни. Опубликованные при жизни Радде тома «Museum caucasicum» представляли собой обширные, прекрасно иллюстрированные издания. Они были посвящены зоологии, ботанике, геологии и археологии Кавказа. В них содержалось подробное описание всех коллекций музея, рассматривалась история образования и обработки каждой коллекции, а в отделе ботаники была помещена общая характеристика растительных формаций Кавказа с оригинальными фотоснимками.:213
За заслуги в изучении природы России Радде был удостоен учёной степени доктора и чина тайного советника. Густав Иванович был избран членом-корреспондентом Петербургской академии наук. За многолетние экспедиции по Кавказу Императорское Русское географическое общество в 1899 году наградило Радде золотой Константиновской медалью (высшей наградой общества):215.
Многие современники отмечали, что, сделав блестящую карьеру, Радде остался человеком скромным и доступным, всегда говорившим, что он — сын школьного учителя. В науке и жизни Густав Иванович был типичным сам себя сделавшим человеком. Имея большие и прочные связи в правящих кругах Кавказа, он использовал их только для дела исследования Кавказа и для развития своего любимого детища — Кавказского музея.:214
Умер Густав Иванович Радде на 72 году жизни в ночь со 2 (15) на 3 (16) марта 1903 года в Тифлисе. Причиной смерти, вероятно, стал рак почек.
Останки учёного перевезли для погребения из Тифлиса в местечко Ликаны около Боржоми. Здесь он давно уже наметил себе место для вечного упокоения — небольшое возвышение, поросшее сосновым лесом. На надгробии Г. И. Радде помещена эпитафия, сочинённая им самим:
Здесь лежит усталый

Густав Иванович Радде.

Смерть мне не страшна,

Она сестра родная сна.:215

## Печатные научные труды
По сей день малая толика трудов Радде переведена на русский язык. Причём переводы эти сделали его современники, тифлисские знакомые и друзья Радде — природные немцы, хорошо владевшие как немецким, так и русским языком. Среди переводчиков Радде — известные в Тифлисе Е. Г. Вейденбаум, А. Г. Валлинг и К. Ф. Ган. В частности, перевод на русский язык монографии «Хевсурия и хевсуры», написанной Радде с необычайной любовью и исключительной тщательностью, выполнил Вейденбаум. Перевод двух частей шестого тома «Коллекций Кавказского музея» был сделан Валлингом:214.
Труды Радде — частью географического характера, частью этнографического, частью естественно-научного:
- Животная жизнь на Сиваше // Вестн. естеств. наук. — 1855. — № 17. — С. 523–540. — Окончание: № 20. — С. 624—630
- Крымские татары // Вестн. Рус. геогр. об-ва. — 1856. — Ч. 19. — С. 290—330. — Окончание: 1857. — Ч. 18. — С. 47—64
- Путешествие в Юго-Восточную Сибирь (1855—1859) // Зап. Императорского Рус. геогр. об-ва. — 1861. — Кн. 4. — С. 1—78.
- Berichte uber die biolog.-geogrph. Untersuch. in den Kaukasuslandern (нем.)
- Reisen im Suden von Ost-Sibirien. 1. Die Saugethierfauna. 2. Die Festlands Ornis (нем.) (1862 и 1864; есть и русское издание),
- Путешествие в Мингрельских Альпах и в трёх их верхних продольных долинах: Рион, Цхенис-Цхали и Ингур // Зап. Кавк. отд. Рус. геогр. об-ва. — Тифлис, 1866. — Вып. VII. — С. 1—292.
- Заметки о Хевсурии // Кавказский календарь на 1877 год. — Тифлис, 1876. — Ч. I. — С. 37–63.
- Органический мир на Кавказе // Кавказский календарь на 1877 год. — Тифлис, 1876. — Ч. II. Отделение 2. — С. 1–45.
- Die Chewsuren und ihr land (ein monographisher versuch) untersucht im Sommer 1876 (нем.). — Cassel, 1878. — 355 S.
- Хевсурия и хевсуры. Описание путешествия, совершённого летом 1876 года // Зап. Кавк. отд. Рус. геогр. об-ва. — Тифлис, 1880. — Вып. 2. — С. 1—344.
- Орнитологическая фауна Кавказа (Ornis Caucasica). — Тифлис, 1884. — 451 с.
- Aus den Dagestanischen Hochalpen, vom Schah-dagh zum Dulty und Bogos (нем.) // Petermann geografische mittheilungen. — 1887. — Nr. 85. — S. 1—64.
- Краткий очерк истории развития Кавказского музея в первые 25 лет существования (с 1 января 1867 по 1 января 1892 года). — Тифлис, 1891.
- Das Ostufer des Pontus (нем.) // Petermann geografische mittheilungen. — Gotha, 1894. — Nr. 112. — S. 1—65. — совместно с Е. Кёнигом.
- Der Nordfu. des Dagestan und das vorlagernde Tiefland bis zur Kuma (нем.) // Petermann geografische mittheilungen. — Gotha, 1895. — Nr. 117. — S. 1—65. — совместно с Е. Кёнигом.
- Основные черты растительного мира на Кавказе // Зап. Кавк. отд. Рус. геогр. об-ва. — Тифлис, 1901. — Вып. 3. — С. 1–199.
- Сочинение доктора Готфрида Мерцбахера о Кавказе // Изв. Кавк. отд. Императорского Рус. геогр. об-ва. — Тифлис, 1901. — Т. XIV, № 5. — С. 190–201.
- Кавказ (в издании «Живописная Россия»),
- Талыш и его жители (немецкое),
- Предварительный отчет об экспедиции в Закаспийский край и северный Хорассан (русское и немецкое),
- Научные результаты закаспийской учёной экспедиции. Т. I. «Зоология» (немецкое),
- 23000 миль на яхте Тамара. Путешествие Их Императорских Высочеств Великих Князей Александра и Сергия Михайловичей в 1890—1891 гг. : В 2 т.. — СПб.: Тип. Эдуарда Гоппе, 1892—1893. — Т. 1, 2. — 226+211 с.

## Названы в честь и память Радде
Топоним — село Радде (ныне в Облученском районе Еврейской автономной области)
Животные:
- Гадюка Радде, или Гадюка армянская (Vipera raddei Boettger)
- Бурозубка Радде (Sorex raddei Satunin)
- Жаба монгольская, или Жаба Радде (Bufo raddei Strauch)
- Хомяк Радде, или Хомяк предкавказский, или Хомяк дагестанский (Mesocricetus raddei Nehring)
- Байкальская эндемичная планария Baikalobia raddei (Zabussov, 1911)

Насекомые: чешуекрылые, или бабочки:
- длинноусая моль Радде Nemophora raddei (Rebel, 1901) (семейство Adelidae) - Восточная Евразия
- травяная огнёвка Радде Miyakea raddeella (Caradja, 1910) (семейство Crambidae) - Восточная Евразия
- медведица Радде Nicetosoma raddei Dubatolov, 2012 (семейство Erebidae, подсемейство Arctiinae) - Сулавеси
- пеструшка Радде Aldania raddei (Bremer, 1861) (семейство Nymphalidae) - Восточная Евразия

В честь Г. И. Радде названы следующие виды растений:
- Acantholimon raddeanum Czerniak.
- Aconitum raddeanum Regel — Борец Радде
- Anemone raddeana Regel — Ветреница Радде = Anemonoides raddeana (Regel) Holub — Ветреничка Радде, или Ветровочник Радде
- Betula raddeana Trautv. — Берёза Радде
- Campanula raddeana Trautv.
- Carex raddei Kük. — Осока Радде
- Cleome raddeana Trautv.
- Clypeola raddeana Albov
- Corydalis raddeana Regel — Хохлатка Радде
- Cousinia raddeana C.Winkl.
- Cryptogramma raddeana Fomin — Скрытокучница Радде, или Криптограмма Радде
- Echinops raddeanus Sommier & Levier
- Enemion raddeanum Regel — Энемион Радде
- Festuca raddei Enustsch. & Prob. — Овсяница Радде
- Fritillaria raddeana Regel — Рябчик Радде
- Hieracium raddeanum Zahn
- Lactuca raddeana Maxim. — Латук Радде, или Молокан Радде
- Merendera raddeana Regel = Colchicum raddeanum (Regel) K.Perss.
- Nephrodium raddeanum Fomin = Dryopteris raddeana (Fomin) Fomin
- Pyrus raddeana Woronow — Груша Радде
- Ranunculus raddeanus Regel — Лютик Радде
- Scutellaria raddeana Juz. — Шлемник Радде
- Silene raddeana Trautv.
- Vincetoxicum raddeanum Albov
- Viola raddeana Regel — Фиалка Радде
- Ziziphora raddei Juz. — Зизифора Радде

Разное:
- В селе Гуниб, который посещал и исследовал Г. И. Радде (ныне Гунибский район Дагестана), недалеко от Природного парка Верхний Гуниб и Горного ботанического сада Дагестанского научного центра Российской академии наук расположен пансионат «Радде».